# Inhuma pessoai
Inhuma pessoai is een hooiwagen uit de familie Gonyleptidae.